# Tvillingarna får körkort
Tvillingarna får körkort (engelska: Getting There) är en amerikansk långfilm från 2002 i regi av Steve Purcell, med Mary-Kate Olsen, Ashley Olsen, Billy Aaron Brown och Heather Lindell i rollerna. Filmen visades aldrig på bio utan gick direkt till video.

## Handling
Tvillingarna Kylie (Mary-Kate Olsen) och Taylor (Ashley Olsen) har fyllt 16 och har tagit körkort. De får en bil i present av sina föräldrar och tar sina kompisar till vinter-OS 2002 i Salt Lake City. Men bilen blir stulen och halva gruppen hamnar på fel buss (Bishop, istället för Las Vegas). Sedan löser det sig och de åker på semester i Utah. Mot slutet av filmen får de tillbaka bilen.

## Rollista
| Mary-Kate Olsen   | – Kylie Hunter  |
| Ashley Olsen      | – Taylor Hunter |
| Billy Aaron Brown | – Danny         |
| Heather Lindell   | – Jenn          |
| Jeff D'Agostino   | – Toast         |
| Talon Ellithorpe  | – Sam           |
| Holly Towne       | – Lyndi         |
| Alexandra Picatto | – Charley Simms |
| Janet Gunn        | – Pam Hunter    |
| William Bumiller  | – Gary Hunter   |
| Jason Benesh      | – Alexander     |